# Luis Maidana
Luis María Maidana (24 lutego 1934) – piłkarz urugwajski, bramkarz.
Jako piłkarz klubu CA Peñarol znalazł się w kadrze reprezentacji Urugwaju na finały mistrzostw świata w 1962 roku. Urugwaj odpadł wówczas w fazie grupowej, a Maidana nie zagrał w żadnym meczu.
Od 2 maja 1959 do 8 czerwca 1969 rozegrał w reprezentacji Urugwaju 10 meczów.
Nigdy nie zagrał w turnieju Copa América.
Był bramkarzem drużyny Peñarolu, która dwa razy z rzędu (Copa Libertadores 1960 i Copa Libertadores 1961) zdobyła Puchar Wyzwolicieli.
W Copa Libertadores 1962 Peñarol trzeci raz z rzędu znalazł się w finale imprezy. Tym razem przeciwnikiem był brazylijski klub Santos FC. W trzecim, decydującym o ostatecznym zwycięstwie meczu, rozegranym 30 sierpnia 1962, Santos wygrał 3:0. Maidana miał wtedy okazję zagrać przeciwko legendarnemu Pelé, który strzelił mu dwie bramki.